# 30487 Dominikovacs
30487 Dominikovacs este un asteroid din centura principală de asteroizi.

## Descriere
30487 Dominikovacs este un asteroid din centura principală de asteroizi. A fost descoperit pe 24 august 2000 la Socorro, New Mexico, în cadrul proiectului LINEAR. Asteroidul prezintă o orbită caracterizată de o semiaxă mare de 3,18 ua, o excentricitate de 0,16 și o înclinație de 0,2° în raport cu ecliptica.